# Griff (cantante)
Griff, pseudonimo di Sarah Faith Griffiths (Kings Langley, 21 gennaio 2001), è una cantante britannica.

## Biografia
Nata a Kings Langley da padre giamaicano e da madre cinese, ha intrapreso la carriera musicale nel 2019 dopo aver firmato un contratto con la Warner. Attraverso quest'ultima è stato distribuito il primo EP The Mirror Talk, anticipato dai singoli Mirror Talk, Didn't Break It Enough e Paradise. L'anno seguente è stata candidata dalla Ivors Academy per il premio Ivor Novello alla miglior star in ascesa.
Ha in seguito partecipato come artista ospite nella traccia Every Day del rapper francese Ninho, tratta dal disco M.I.L.S 3, che ha esordito al 4º posto in Francia, dove per aver venduto 100 000 unità ha ottenuto la certificazione d'oro, e al 55º posto nella Schweizer Hitparade, e ha inciso Love Is a Compass per la pubblicità Disney di Natale 2020, brano grazie al quale l'artista ha ottenuto la sua prima entrata nella Official Singles Chart, rimanendovi per dieci settimane. Nel 2021 è stata inclusa al 5º posto nella lista della BBC per il Sound of... ed ha trionfato ai BRIT Award come miglior artista in ascesa.
Nel medesimo anno è uscita Black Hole, certificata oro dalla British Phonographic Industry con oltre 400 000 unità vendute, che è divenuta la sua prima top twenty nella hit parade dei singoli britannica ed ha segnato il primo ingresso della cantante nella Irish Singles Chart. Si tratta del singolo apripista di One Foot in Front of the Other, mixtape per il quale è stata avviata una tournée internazionale. Il progetto, uscito a giugno 2021, ha debuttato al 4º posto nella Official Albums Chart britannica e all'85º nella Irish Albums Chart. Agli Urban Music Awards ha ricevuto una nomination come Miglior cantante/cantautrice per Black Hole, mentre ai LOS40 Music Awards ha vinto il premio alla miglior rivelazione internazionale. Nell'ambito degli MTV Europe Music Awards ha ricevuto la candidatura nelle categorie miglior artista rivelazione e miglior artista MTV Push.
Nel novembre 2021 è stata confermata come artista di supporto per le tappe europee del Future Nostalgia Tour di Dua Lipa ed è stata nominata per altri due premi ai BRIT Award 2022, di cui uno per il miglior artista pop/R&B. Due mesi dopo ha divulgato Head on Fire, incisa insieme a Sigrid, vincitrice dell'NME Award alla miglior collaborazione. Alla stessa cerimonia di premiazione Griff si è aggiudicata il Radar Award. A settembre 2022 ha aperto otto date del +–=÷× Tour di Ed Sheeran.
A luglio 2024 è stato distribuito l'album in studio di debutto di Griff, Vertigo, accolto positivamente dalla critica specializzata ed entrato al 3º posto nella classifica britannica. A supporto del disco la cantante ha intrapreso il Vertigo World Tour, che ha toccato Europa, Oceania e Nord America.

## Discografia

### Album in studio
- 2024 – Vertigo

### EP
- 2019 – The Mirror Talk
- 2023 – Vertigo Vol. 1
- 2024 – Vertigo Vol. 2

### Mixtape
- 2021 – One Foot in Front of the Other

### Singoli
- 2019 – Eternal Flame
- 2019 – Didn't Break It Enough
- 2019 – Paradise
- 2020 – Good Stuff
- 2020 – Forgive Myself
- 2020 – Say It Again
- 2020 – 1,000,000 X Better (con gli Honne)
- 2020 – Inside Out (con Zedd)
- 2020 – Love Is a Compass
- 2021 – Black Hole
- 2021 – One Foot in Front of the Other
- 2021 – Shade of Yellow
- 2021 – One Night
- 2022 – Head on Fire (con Sigrid)
- 2023 – Vertigo
- 2023 – Astronaut
- 2024 – Miss Me Too
- 2024 – Anything
- 2024 – It Could Have Been Us (con Christopher)
- 2024 – Yesterday, Today & Tomorrow (con Aodhán King)
- 2024 – Pure Imagination
- 2020 – Last Night's Mascara

### Collaborazioni
- 2021 – Back on Top (Honne feat. Griff)

## Tournée

### Artista principale
- 2024 – 2024 Tour
- 2024 – Vertigo World Tour

### Artista d'apertura
- 2022 – Future Nostalgia Tour di Dua Lipa
- 2022 – +–=÷× Tour di Ed Sheeran
- 2022/23 – Music of the Spheres World Tour dei Coldplay
- 2024 – The Eras Tour di Taylor Swift
- 2024 – Short n' Sweet Tour di Sabrina Carpenter